# Play In Challenger Lille 2025 - Doppio
Il doppio del torneo di tennis professionistico Play In Challenger Lille 2025, facente parte della categoria Challenger 125 nell'ambito dell'ATP Challenger Tour 2025, si è giocato dal 3 al 9 febbraio a Lille, in Francia. Christian Harrison e Marcus Willis erano i detentori del titolo ma solo Willis aveva scelto di partecipare in coppia con Patrik Trhac.
In finale Jakub Paul e David Pel hanno sconfitto Karol Drzewiecki e Piotr Matuszewski con il punteggio di 6–3, 6–4.

## Teste di serie
1. Sriram Balaji /  Francisco Cabral (semifinale)
2. Romain Arneodo /  Manuel Guinard (quarti di finale, ritirati)

1. Karol Drzewiecki /  Piotr Matuszewski (finale)
2. Patrik Trhac /  Marcus Willis (quarti di finale)

## Wildcard
1. Arthur Bouquier /  Arthur Gea (primo turno)

1. Joris De Loore /  Niels Desein (primo turno)

## Alternate
1. Alibek Kačmazov /  Kaichi Uchida (primo turno)

## Tabellone

### Legenda
| - Q = Qualificato - WC = Wild card - LL = Lucky loser | - ALT = Alternate - SE = Special Exempt - PR = Protected Ranking | - w/o = Walkover - r = Ritirato - d = Squalificato |

|  | Primo turno | Primo turno                 | Primo turno                | Primo turno | Primo turno |  |  | Quarti di finale | Quarti di finale           | Quarti di finale           | Quarti di finale          | Quarti di finale          |    |      | Semifinali | Semifinali                 | Semifinali                 | Semifinali                         | Semifinali                         |   |   | Finale | Finale | Finale | Finale | Finale |  |
|  |             |                             |                            |             |             |  |  |                  |                            |                            |                           |                           |    |      |            |                            |                            |                                    |                                    |   |   |        |        |        |        |        |  |
|  | 1           | S Balaji F Cabral           | 4                          | 7           | [10]        |  |  |                  |                            |                            |                           |                           |    |      |            |                            |                            |                                    |                                    |   |   |        |        |        |        |        |  |
|  | WC          | A Bouquier A Gea            | 6                          | 5           | [4]         |  |  | 1                | S Balaji F Cabral          | S Balaji F Cabral          | 6                         | 6                         |    |      |            |                            |                            |                                    |                                    |   |   |        |        |        |        |        |  |
|  |             | J Barnat F Duda             | 6                          | 4           | [11]        |  |  |                  | J Barnat F Duda            | J Barnat F Duda            | 3                         | 4                         |    |      |            |                            |                            |                                    |                                    |   |   |        |        |        |        |        |  |
|  |             | C Harper D Stevenson        | 4                          | 6           | [9]         |  |  |                  |                            |                            |                           |                           |    |      | 1          | S Balaji F Cabral          | 2                          | 79                                 | [8]                                |   |   |        |        |        |        |        |  |
|  | 4           | P Trhac M Willis            | 6                          | 4           | [10]        |  |  |                  |                            |                            | J Paul D Pel              | 6                         | 67 | [10] |            |                            |                            |                                    |                                    |   |   |        |        |        |        |        |  |
|  |             | P Niklas-Salminen R Stalder | 1                          | 6           | [7]         |  |  | 4                | P Trhac M Willis           | P Trhac M Willis           | 3                         | 63                        |    |      |            |                            |                            |                                    |                                    |   |   |        |        |        |        |        |  |
|  |             | J Paul D Pel                | J Paul D Pel               | 6           | 6           |  |  |                  | J Paul D Pel               | J Paul D Pel               | 6                         | 7                         |    |      |            |                            |                            |                                    |                                    |   |   |        |        |        |        |        |  |
|  |             | A Donski B Pujol Navarro    | A Donski B Pujol Navarro   | 1           | 4           |  |  |                  |                            |                            |                           |                           |    |      |            | Jakub Paul David Pel       | Jakub Paul David Pel       | 6                                  | 6                                  |   |   |        |        |        |        |        |  |
|  | WC          | J De Loore N Desein         | J De Loore N Desein        | 0           | 4           |  |  |                  |                            |                            |                           |                           |    |      |            |                            | 3                          | Karol Drzewiecki Piotr Matuszewski | Karol Drzewiecki Piotr Matuszewski | 3 | 4 |        |        |        |        |        |  |
|  |             | D Masur S Walków            | D Masur S Walków           | 6           | 6           |  |  |                  | D Masur S Walków           | D Masur S Walków           | 4                         | 4                         |    |      |            |                            |                            |                                    |                                    |   |   |        |        |        |        |        |  |
|  |             | D Cukierman J Paris         | D Cukierman J Paris        | 3           | 5           |  |  | 3                | K Drzewiecki P Matuszewski | K Drzewiecki P Matuszewski | 6                         | 6                         |    |      |            |                            |                            |                                    |                                    |   |   |        |        |        |        |        |  |
|  | 3           | K Drzewiecki P Matuszewski  | K Drzewiecki P Matuszewski | 6           | 7           |  |  |                  |                            |                            |                           |                           |    |      | 3          | K Drzewiecki P Matuszewski | K Drzewiecki P Matuszewski | 7                                  | 6                                  |   |   |        |        |        |        |        |  |
|  |             | D Added V Kirkov            | 4                          | 6           | [5]         |  |  |                  |                            |                            | VV Cornea S Martos Gornés | VV Cornea S Martos Gornés | 5  | 4    |            |                            |                            |                                    |                                    |   |   |        |        |        |        |        |  |
|  |             | VV Cornea S Martos Gornés   | 6                          | 4           | [10]        |  |  |                  | VV Cornea S Martos Gornés  | VV Cornea S Martos Gornés  | 7                         |                           |    |      |            |                            |                            |                                    |                                    |   |   |        |        |        |        |        |  |
|  | Alt         | A Kačmazov K Uchida         | A Kačmazov K Uchida        | 2           | 4           |  |  | 2                | R Arneodo M Guinard        | R Arneodo M Guinard        | 5                         | r                         |    |      |            |                            |                            |                                    |                                    |   |   |        |        |        |        |        |  |
|  | 2           | R Arneodo M Guinard         | R Arneodo M Guinard        | 6           | 6           |  |  |                  |                            |                            |                           |                           |    |      |            |                            |                            |                                    |                                    |   |   |        |        |        |        |        |  |